# 9 sonata cho vĩ cầm và dương cầm (Nguyễn Văn Quỳ)
Nguyễn Văn Quỳ (1925 – 2022) là một nhạc sĩ nổi tiếng người Việt Nam. Trong quá trình hoạt động nghệ thuật, ông đã sáng tác tổng cộng 9 bản sonata dành cho vĩ cầm trong khoảng từ năm 1963 đến 2003. Tất cả 9 bản đều được biểu diễn rộng rãi trong và ngoài nước Việt Nam. Bộ sonata này đã được các nghệ sĩ và nhạc sĩ quốc tế biểu diễn, nghiên cứu và phân tích, đồng thời cũng đem về cho ông nhiều giải thưởng và nhiều tiếng tăm khác.

## Lịch sử
Ở độ tuổi 40, Nguyễn Văn Quỳ đang tham gia giảng dạy âm nhạc tại Trường trung học phổ thông Chu Văn An và trường Cao đẳng Sư phạm Hà Nội (nay là trường Đại học Thủ đô Hà Nội). Sau khi có được sự ổn định và thành công nhất định trong sáng tác ca khúc, ông bắt đầu trăn trở và quan tâm đến sáng tác khí nhạc. Nhà nghiên cứu âm nhạc Nguyễn Thụy Kha cho biết Nguyễn Văn Quỳ muốn chọn một hình thức sáng tác biểu hiện được những cảm xúc chân thực, do đó ông đã tìm đến sonata cho vĩ cầm và dương cầm.
6 trong tổng số 9 bản sonata của Nguyễn Văn Quỳ được phát hành, 6 bản đó đã được Đài Tiếng nói Việt Nam thu âm. Tất cả chỉ đem về cho ông mức nhuận bút cao nhất là 1,5 triệu đồng một bản. Riêng bản sonata số 7, ông nhận được 15 triệu đồng từ Hội Nhạc sĩ Việt Nam. Ông đã nhận được lương hưu từ Trường cao đẳng Sư phạm Hà Nội (nay là trường Đại học Thủ đô Hà Nội) cùng một số khoản tiền trợ giúp nhỏ của bạn bè nước ngoài khi họ nhận được một số bản sonata của ông.
Nguyễn Văn Quỳ cho biết ông sẽ không sáng tác bản sonata thứ 10 vì cho rằng "9 là con số đẹp và lớn nhất" theo quan niệm của văn hóa phương Đông.
Các tác phẩm của ông bao gồm cả 9 bản sonata cũng đã có tên trong hội Bảo vệ Tác quyền thế giới (SACEM), nhưng trước khi ký hợp đồng, ông đã nói rằng "Nếu người Việt Nam sử dụng các tác phẩm này thì không phải trả phí tác quyền". Qua đó, mọi công dân trên Việt Nam đều có thể sử dụng tác phẩm của ông một cách miễn phí mà không phải trả tiền tác quyền cho SACEM.

## Tổng quan
Những bản sonata do Nguyễn Văn Quỳ có khuynh hướng âm nhạc cổ điển kết hợp với  âm nhạc dân tộc Việt. Nguyễn Văn Quỳ cho biết phong cách ảnh hưởng sáng tác những bản sonata này của ông đến từ việc được thừa hưởng niềm đam mê âm nhạc từ người cha, một người chơi đàn bầu có trình độ. Nhưng khi lớn lên, ông lại được tiếp xúc nền âm nhạc hàn lâm phương Tây. Do đó, những bản sonata của ông là sự kết hợp giữa yếu tố âm nhạc cổ truyền Việt Nam kết hợp với tính chất âm nhạc cổ điển phương Tây. Ông cũng cho rằng xuyên suốt cả 3 chương trong tất cả các sonata luôn hội tụ 3 yếu tố "tình cảm, trong sáng và trí tuệ". Do ảnh hưởng từ phong cách cũng như âm nhạc của Beethoven, ông đã tham khảo các bản sonata được xem là "đỉnh cao nghệ thuật" của Beethoven, đồng thời chọn cách thể hiện âm nhạc phù hợp với tâm tư và lòng ham muốn của bản thân. 3 bộ sonata đầu tiên đều được mang âm hưởng dân tộc làm chủ đạo.

## Danh sách sonata
| Số thứ tự   | Chương                                                                      | Năm sáng tác   | Thông tin | Chú thích          |
| ----------- | --------------------------------------------------------------------------- | -------------- | --- | ------------------ |
| Sonata số 1 | - Allegretto grazioso - Andante cantabile - Allegro ma non troppo           | 1963 hoặc 1964 | Chương đầu còn có tựa đề là "ánh sáng" với nhịp độ nhanh. Chương hai mang tựa đề "tình yêu" là chương chậm. Chương ba viết dưới hình thức rondo. Ngay sau khi được hoàn thành, bản sonata đã được đón nhận như một sự hiện diện mới. Năm 1981, Sonata số 1 được được đưa vào giáo trình giảng dạy trong Học viện Âm nhạc Quốc gia Việt Nam.                                          | [ 9 ] [ 3 ] [ 11 ] |
| Sonata số 2 | - Allegretto - Adante cantabile - Allegro ma non troppo                     | 1976           | Chương 3 được sử dụng hình thức rondo sonata, một kết cấu hình thức rondo truyền thống mà gần với hình thức sonata hơn. | [ 9 ] [ 11 ]       |
| Sonata số 3 | - Allegro tempestoso - Andante con sentimento - Allegro con fuoco           | 1979           | Được sáng tác nhanh và cảm hứng hơn. Chương 3 sử dụng hình thức sonata nhằm "tăng sức sâu sắc cho tác phẩm". | [ 9 ] [ 11 ]       |
| Sonata số 4 | - Allegro con spirito - Larghetto con espressione - Allegro con anima       | 1982           | Được xem là bản sonata đột phá trong sáng tác sonata của ông. Chương 2 có giai điệu "day dứt", "không ngừng biến động" giữa những nghịch âm, một điểm thường không thấy ở những sonata khác do ông sáng tác. Chương 3 sử dụng nhịp hỗn hợp 5 4 với tiết tấu nhanh. Được trao giải hội Nhạc sĩ Việt Nam năm 1995, được UNICEF đề nghị tặng cho Hội bảo vệ quyền trẻ em Liên Hợp Quốc. | [ 9 ] [ 12 ]       |
| Sonata số 5 | - Allegretto appassionato - Andante cantabile - Allegretto con spirito      | 1984           | Còn có các tựa đề khác của các chương như "Tình cảm", "Trong sáng", "Trí tuệ". Được trình diễn trong "Hội thảo 40 năm âm nhạc Cách mạng Việt Nam" năm 1985. Được đánh giá là "thành công đáng ghi nhận" về mặt phong cách và khả năng biểu hiện. | [ 13 ] [ 14 ]      |
| Sonata số 6 | - Allgretto - Larghetto con espressione - Allegretto con grazia             | 1995           | Được nhận xét là có "nét nhạc buồn thương da diết". Được công diễn năm 1999 tại Paris. | [ 10 ] [ 15 ]      |
| Sonata số 7 | - Allegretto con grazia - Larghetto con espressione - Allegro ma non troppo | 1998           | Được trình diễn nhiều lần, trong đó được nữ nghệ sĩ vĩ cầm Isabelle Durin và giảng viên dương cầm Trần Ngọc Bích biểu diễn. | [ 3 ] [ 11 ]       |
| Sonata số 8 | - Allegretto con grazia - Larghetto con espressione - Allegro ma non troppo | 2000           | Được trao giải thưởng của Hội nhạc sĩ Việt Nam năm 2005. | [ 11 ] [ 16 ]      |
| Sonata số 9 | - Allegretto con spirito - Andante cantabile - Allegro espressivo           | 2003           | Sáng tác dành tặng nữ nghệ sĩ vĩ cầm Isabella Durin của dàn nhạc giao hưởng quốc gia Pháp trong lần thứ 2 cô đến Việt Nam biểu diễn chính những tác phẩm của ông | [ 10 ] [ 11 ]      |

## Đánh giá
Các bản sonata của ông cũng được các nhạc sĩ, nhà nghiên cứu âm nhạc, khán thính giả Việt Nam và nước ngoài ghi nhận là "độc đáo và sáng tạo". Bộ sonata của Nguyễn Văn Quỳ còn đem lại cho ông nhiều biệt danh như "ông vua Sonata Việt Nam", "ông Quỳ Sonata" hay "Beethoven Việt Nam".
Khi nghe bản sonata số 5 và số 8 của ông, một nhạc sĩ và nhà lý luận âm nhạc cho rằng ông là "thiên tài". Những thính giả Pháp thì nhận xét Nguyễn Văn Quỳ đã tạo ra "một ngôn ngữ âm nhạc mới". Một nhà nghiên cứu âm nhạc người Ba Lan tên Adam cho rằng sonata của ông mang lại "Những tình cảm và xúc động giao hòa với nhau, vượt khỏi không gian và thời gian. Âm nhạc của ông là độc nhất". Vào dịp kỷ niệm 10 năm Nguyễn Văn Quỳ được trao giải Patrimoenia, một đêm nhạc đã được tổ chức tại Thụy Sĩ, trong đó bản sonata số 5 và số 8 của ông đã được hai nghệ sĩ Marie-Anouch Sarkissain và Ken Lila Ashanti biểu diễn.
Tuy vậy, việc Nguyễn Văn Quỳ sáng tác sonata cũng bị xem là "không hợp thời" trong bối cảnh sonata được coi là "dòng nhạc cao cấp" ở Việt Nam tại thời điểm đó. Bà B. Fournier, chủ tịch của nhiều kỳ thi âm nhạc quốc tế tại châu Âu cũng nêu lời nhận xét về bộ sonata của Nguyễn Văn Quỳ: "Anh đã tạo ra được một ngôn ngữ âm nhạc mới, nhưng quá khó với quá nhiều biến âm".